# Port lotniczy Ben Guriona w Tel Awiwie

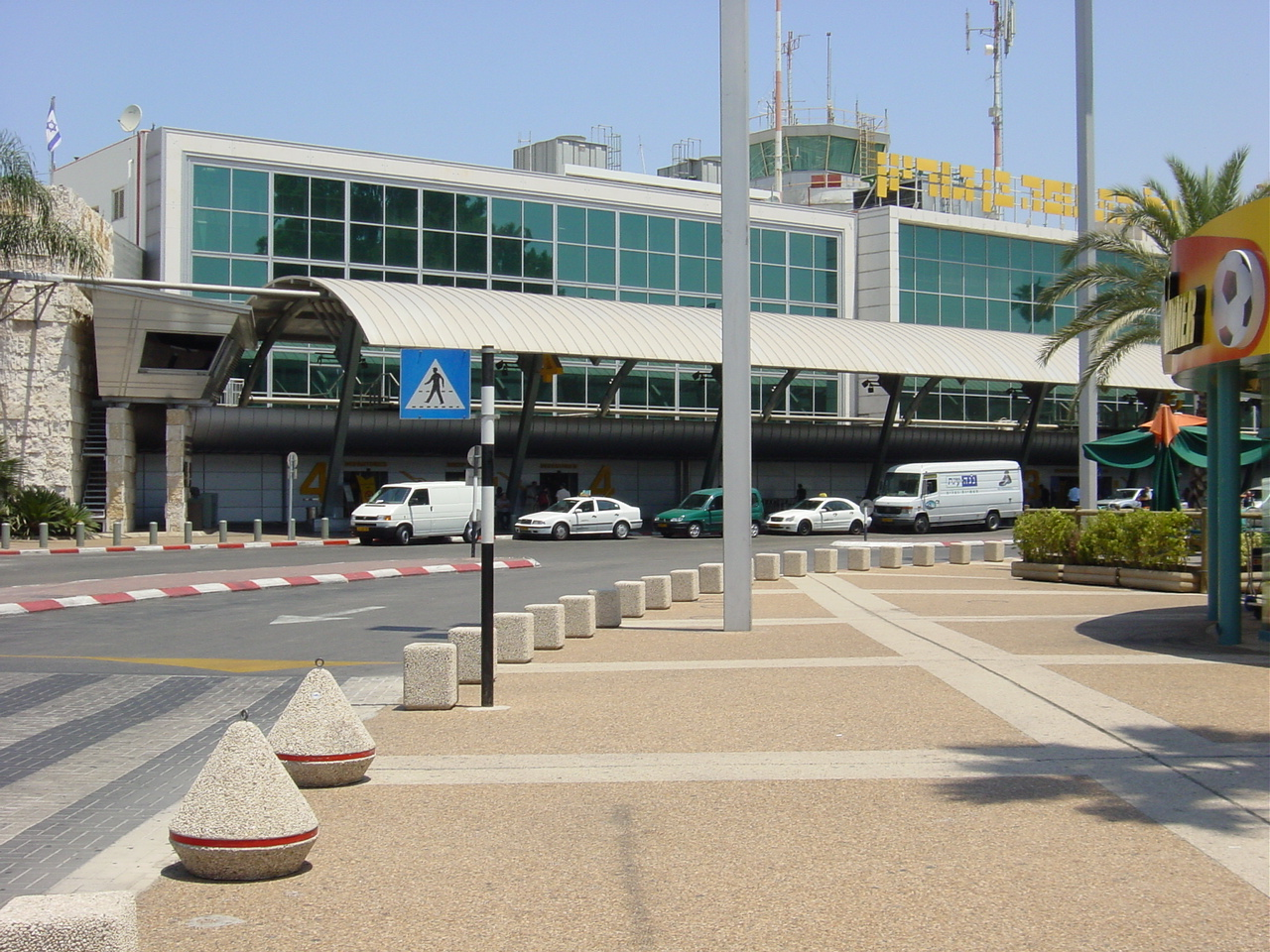
Terminal 1 dla lotów krajowych

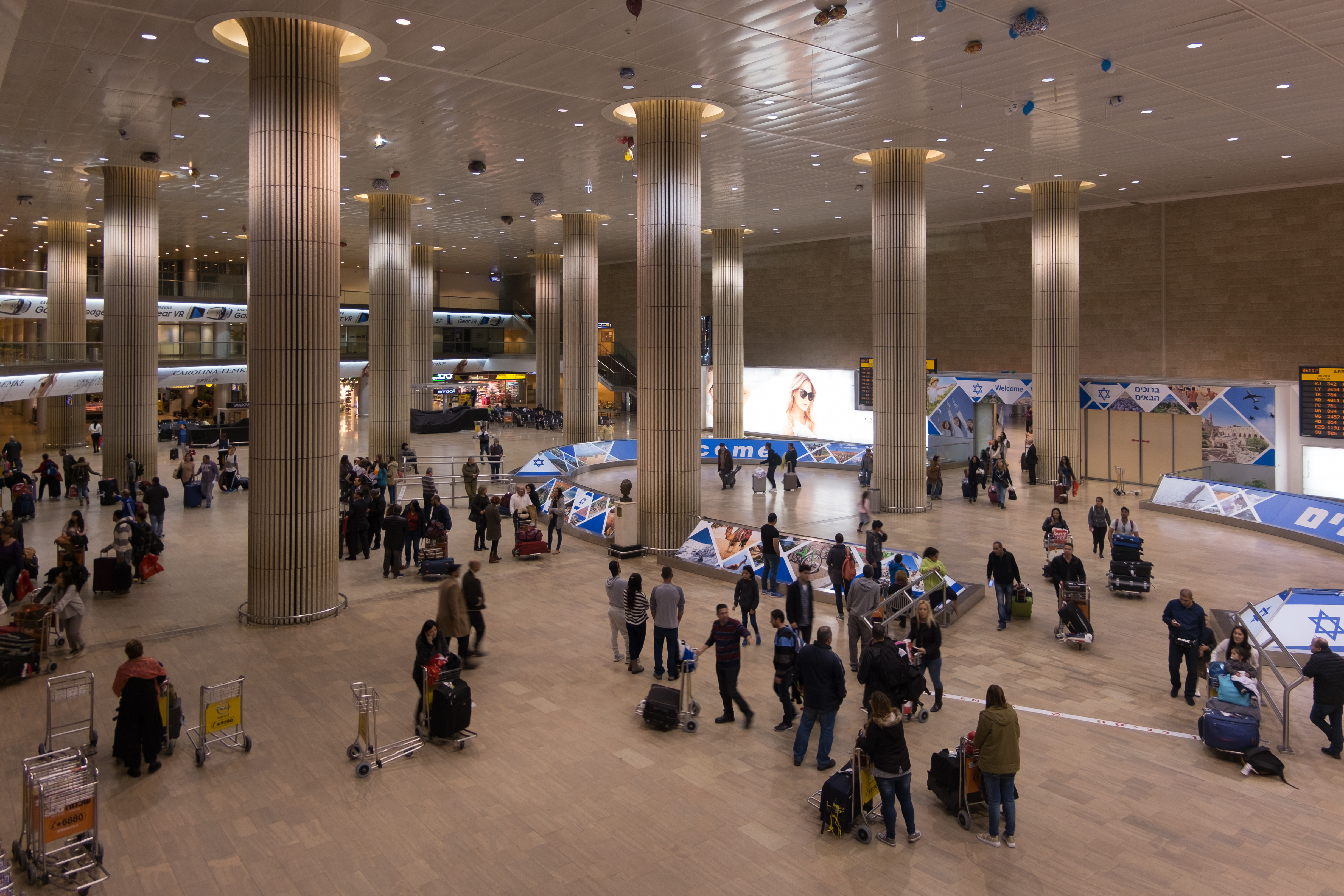
Wnętrze hali odpraw w Terminalu 3

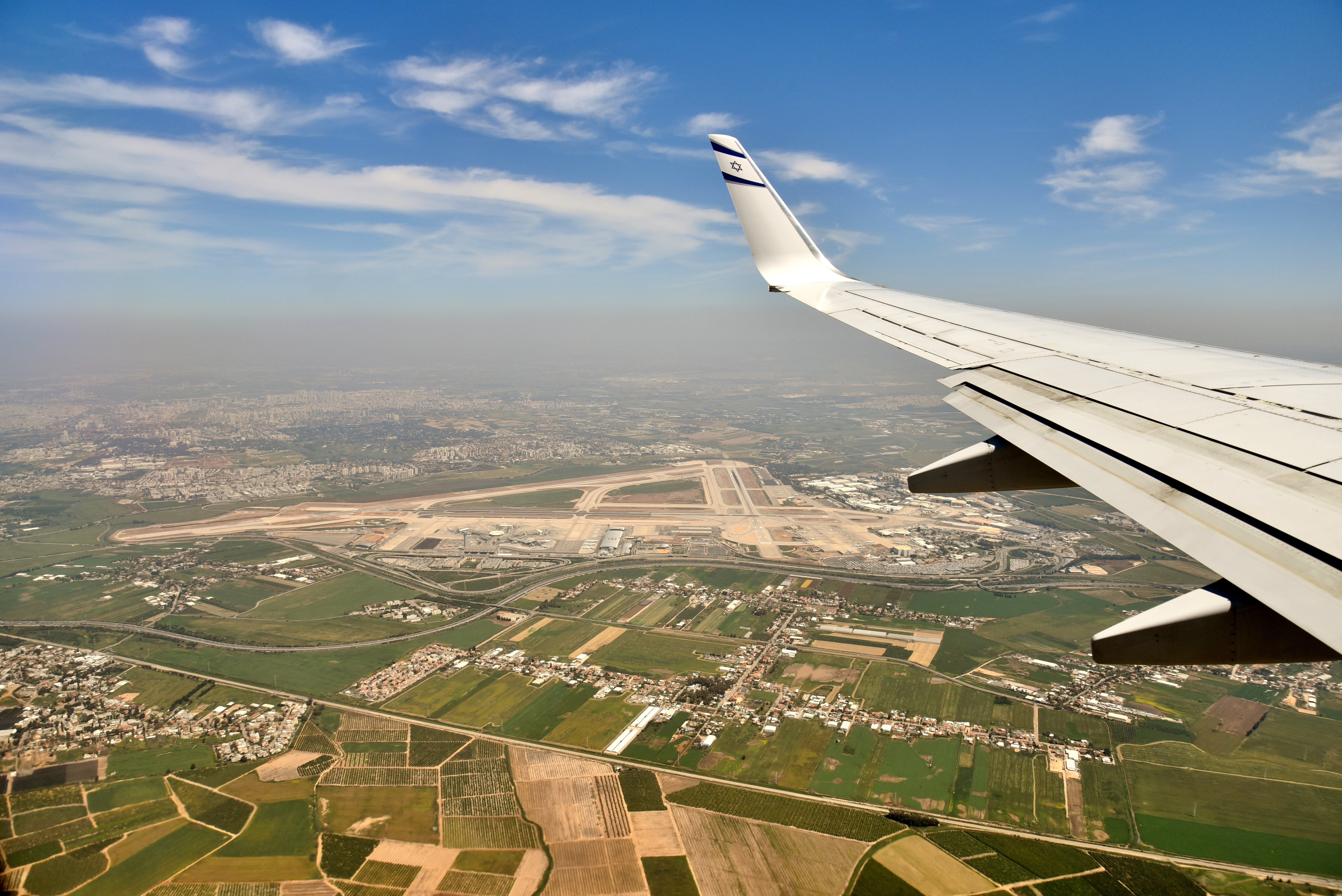
Widok lotniska z powietrza

Port lotniczy Ben Guriona (hebr. ‏נמל תעופה בן גוריון‎, Namal HaTe'ūfa Ben Gūryōn, arab. ‏مطار بن غوريون الدولي‎, maṭār Ben Ghuryon ad-dawlī, ang. Ben Gurion International Airport lub Ben Gurion Airport, kod IATA: TLV, kod ICAO: LLBG) – największy port lotniczy Izraela. Do 1975 funkcjonowało pod nazwą Lod Airport. Znajduje się obok miasta Lod, w odległości 15 km na południowy wschód od Tel Awiwu i około 50 km od Jerozolimy. Lotnisko obecnie nazwane na cześć pierwszego premiera Izraela, Dawida Ben Guriona. W 2007 lotnisko zostało dostosowane również do obsługi samolotów typu A380.
Port lotniczy jest zarządzany przez powstałą w 1977 państwową korporację Israel Airports Authority, która zarządza wszystkimi publicznymi lotniskami i przejściami granicznymi w Izraelu. Jest to główny port lotniczy linii lotniczej El Al.
Miasto Tel Awiw-Jafa jest także obsługiwane przez krajowy port lotniczy Tel Awiw-Sede Dow (LLSD/SDV, 700 tysięcy pasażerów w ruchu krajowym, loty na Cypr, prywatne loty międzynarodowe), do czasu jego zapowiedzianej w 2007 likwidacji w celu zabudowy tego nadmorskiego terenu luksusowymi mieszkaniami. Port lotniczy Sede Dow także funkcjonuje jako lotnisko wojskowe.

## Linie lotnicze i połączenia
Loty krajowe i loty linii niskokosztowych (easyJet, Wizz Air) są obsługiwane w Terminalu 1, a pozostałe loty międzynarodowe w Terminalu 3.

### Kierunki rozkładowe
| Linia lotnicza           | Kierunek |
| ------------------------ | --- |
| Aegean Airlines          | 1. Ateny 2. Larnaka 3. Saloniki Sezonowo 1. Heraklion 2. Rodos |
| Air Canada               | 1. Toronto-Pearson (wznowione 8 czerwca 2025) Sezonowo 1. Montreal (wznowione 6 sierpnia 2025) |
| Air Europa               | 1. Madryt |
| Air France               | 1. Paryż-Charles de Gaulle |
| Air India                | 1. Delhi |
| Air Samarkand            | 1. Samarkanda (od 4 maja 2025) |
| Air Seychelles           | 1. Mahé |
| airBaltic                | 1. Ryga 2. Wilno |
| American Airlines        | 1. Nowy Jork-JFK (zawieszone) |
| Arkia Israel Airlines    | 1. Ateny 2. Batumi 3. Dubaj 4. Ejlat-Ramon 5. Larnaka 6. Manchester 7. Praga Sezonowo 1. Amsterdam 2. Barcelona 3. Belgrad 4. Bukareszt 5. Burgas 6. Korfu 7. Grenoble 8. Heraklion 9. Ibiza 10. Madryt 11. Male 12. Monachium 13. Mykonos 14. Palma de Mallorca 15. Pafos 16. Paryż-Charles de Gaulle 17. Płowdiw 18. Podgorica 19. Rodos 20. Rzym-Fiumicino 21. Szarm el-Szejk 22. Tbilisi 23. Saloniki 24. Zanzibar |
| Austrian Airlines        | 1. Wiedeń |
| Azerbaijan Airlines      | 1. Baku |
| Bluebird Airways         | 1. Ateny 2. Barcelona 3. Budapeszt 4. Larnaka 5. Pafos 6. Praga 7. Sofia 8. Wiedeń |
| British Airways          | 1. Londyn-Heathrow |
| Brussels Airlines        | 1. Bruksela |
| Bulgaria Air             | 1. Sofia |
| Cathay Pacific           | 1. Hongkong (zawieszone) |
| Corendon Airlines Europe | Sezonowo: 1. Ateny 2. Berlin 3. Heraklion 4. Karlowe Wary 5. Kowno 6. Larnaka 7. Rodos |
| Cyprus Airways           | 1. Larnaka |
| Delta Air Lines          | 1. Nowy Jork-JFK (zawieszone) |
| EgyptAir                 | 1. Kair (wznowione 2 maja 2025) |
| El Al                    | 1. Amsterdam 2. Ateny 3. Bangkok-Suvarabhumi 4. Barcelona 5. Berlin 6. Boston 7. Bukareszt 8. Budapeszt 9. Casablanca 10. Delhi 11. Dubaj 12. Eljat (od 1 maja 2025) 13. Fort Lauredale 14. Frankfurt 15. Genewa 16. Larnaka 17. Lizbona 18. Londyn-Heathrow 19. Londyn-Luton 20. Los Angeles 21. Madryt 22. Marrakesz 23. Marsylia 24. Miami 25. Mediolan-Malpensa 26. Moskwa-Domodiedowo (wznowione 1 maja 2025) 27. Mumbaj 28. Monachium 29. Nowy Jork-JFK 30. Newark 31. Nicea 32. Paryż-Charles de Gaulle 33. Phuket 34. Pekin 35. Praga 36. Rzym-Fiumicino 37. Sofia 38. Tokio-Narita 39. Wenecja 40. Wiedeń 41. Zurych |
| Emirates                 | 1. Dubaj (wznowione 1 października 2025) |
| Ethiopian Airlines       | 1. Addis Abeba |
| Etihad Airways           | 1. Abu Zabi |
| Eurowings                | 1. Düsseldorf 2. Hamburg |
| flyDubai                 | 1. Dubaj |
| FlyOne                   | 1. Kiszyniów |
| Georgian Airways         | 1. Tbilisi |
| Hainan Airlines          | 1. Shenzhen 2. Pekin |
| Iberia                   | 1. Madryt |
| Israir Airlines          | 1. Ateny 2. Baku 3. Batumi 4. Berlin 5. Budapeszt 6. Kiszyniów 7. Dubaj 8. Ejlat-Ramon 9. Larnaka 10. Marrakesz 11. Praga 12. Tbilisi 13. Saloniki 14. Warna |
| ITA Airways              | 1. Rzym-Fiumicino |
| KLM                      | 1. Amsterdam (wznowione 1 czerwca 2025) |
| LOT                      | 1. Warszawa-Chopin |
| Lufthansa                | 1. Frankfurt 2. Monachium |
| Neos                     | Sezonowo: 1. Korfu 2. Lizbona 3. Mediolan-Malpensa 4. Werona |
| Norwegian Air Shuttle    | 1. Kopenhaga (zawieszone) 2. Sztokholm (zawieszone) |
| Red Wings                | 1. Moskwa-Domodiedowo 2. Petersburg 3. Soczi |
| Ryanair                  | 1. Ateny 2. Berlin 3. Bolonia 4. Bruksela-Charleroi 5. Bukareszt 6. Budapeszt 7. Burgas 8. Karlsruhe/Baden-Baden 9. Kraków 10. Mediolan-Bergamo 11. Memmingen 12. Pafos 13. Poznań 14. Rzym-Fiumicino 15. Saloniki 16. Sofia 17. Wiedeń 18. Wilno |
| Smartwings               | 1. Praga |
| Sun d'Or                 | 1. Belgrad 2. Kiszyniów 3. Kraków 4. Larnaka 5. Porto 6. Tbilisi 7. Saloniki 8. Warszawa-Chopin Sezonowo: 1. Batumi 2. Kefalonia 3. Pafos 4. Podgorica 5. Rodos 6. Sitia 7. Tivat |
| SWISS                    | 1. Zurych |
| TAP Portugal             | 1. Lizbona (zawieszone) |
| TAROM                    | 1. Bukareszt |
| Transavia                | 1. Paryż-Orly |
| TUS Airways              | 1. Larnaka 2. Sofia 3. Wiedeń |
| Uzbekistan Airways       | 1. Samarkanda 2. Taszkent |
| Virgin Atlantic          | 1. Londyn-Heathrow (zawieszone) |
| Vueling                  | 1. Barcelona (zawieszone) |
| Wizz Air                 | 1. Abu Zabi 2. Ateny 3. Budapeszt 4. Bukareszt 5. Jassy 6. Kluż-Napoka 7. Kraków 8. Larnaka 9. Londyn-Gatwick 10. Londyn-Luton 11. Mediolan-Malpensa 12. Rzym-Fiumicino 13. Sofia 14. Warna 15. Warszawa-Chopin 16. Wiedeń 17. Wilno |

### Cargo
- CAL Cargo Air Lines (Amsterdam, Chicago, Liège, Luksemburg, Nowy Jork)
- DHL (European Air Transport)
- El Al Cargo
- FedEx
- Korean Air Cargo
- Royal Jordanian Cargo
- Swiss WorldCargo
- UPS

## Bezpieczeństwo
Port lotniczy Ben Guriona jest jednym z najściślej kontrolowanych w świecie:
- pojazdy są sprawdzane przed wjazdem na teren otaczający lotnisko,
- przy wejściach znajdują się posterunki,
- wnętrze portu jest patrolowane,
- każdy odlatujący jest wypytywany od 5 min. do godziny,
- prześwietlony bagaż jest poddawany działaniu ciśnienia.

## Komunikacja
Terminal 3 posiada na swoim dolnym poziomie stację kolejową Ben Gurion Airport. Pociągi z Ben-Gurion Airport jadą do Naharijji, Hajfy, Tel Awiwu i Modi’in-Makkabbim-Re’ut.
Przy porcie lotniczym są dwa węzły drogowe na autostradzie nr 1 (Tel Awiw–Jerozolima). Na wschód od lotniska przebiega droga ekspresowa nr 40 (Kefar Sawa–Ketura) i droga ekspresowa nr 46 (Port lotniczy Ben Guriona-Tirat Jehuda).